# 許廷瑞
許廷瑞（英語：Ting-Ruei Syu，1990年5月7日—，綽號仔仔、仔仔老師、阿仔師、超認真）是台灣臺中市出身的金屬雕塑、藝術家、音樂家，就讀東海大學美術系碩士班。擅長大型裝置雕塑與藝術工程，知名作品有摺紙系列雕塑、生命議題（流浪狗）、環境生態「以樹計價」，是台中歌劇院台中誠品合作雕塑家之一，除藝術創作外專長大型工程建築也製作家具及手工製車。2019年再成立Youtube頻道「超認真少年」，目前擔任工程公司和藝術工作室負責人與夢想家教育基金會董事。

## 經歷
國中時期曾輟學混幫派，為了養活自己而到工廠、工地當工人，大學畢業後，曾做過服裝設計、雕塑代工、做潮牌、妝髮造型，工程建築製造、工業設計、家具設計製造和雕塑家。2013年，金屬雕塑發展出「摺紙系列」，代表作為《變色龍》、《蘇格蘭梗犬》、《紙鶴》、《三角龍》。於台北小路上藝文空間舉辦個展〈活著要幹嘛？─許廷瑞個展〉，用以「以樹計價」用藝術品換種樹，為台灣種下15,000棵樹。
2014年太陽花學運結束後，以其為主題創作出《事件─角度》，而畫面外又有1個鐵框，許廷瑞說：「每個人都有不同的方式詮釋事件，每個看法都有個畫框，沒有什麼對錯，而是看你用什麼角度去看它」。並以此作品登上壹週刊。 
2015年，舉辦「讓我想一想—許廷瑞金屬創作展」，並獲選為勤美誠品LAB第一屆駐店藝術家。2016年，獲選台灣百大職人、獲選大學傑出校友，加入拍攝由《拔一條河》紀錄片導演楊力州執導的《社子島少年行》紀錄片拍攝，教一群社子島少年用廢鐵改裝車，許廷瑞再製作出一台手工車「G生蟹」，並駕駛此車環島，此為國泰金控幸福計畫，繼《小小鼓手》後第二集。2017年papper雜誌評為亞洲16位當代傑出藝術家。
2018年，錄取東海大學美術系碩士班、以自身專業成立YouTube頻道「超認真少年」。

## 藝術作品/個展
- 2008 《線在展許廷瑞個展》，明道大學，彰化
- 2013 《活著要幹嘛》許廷瑞個展，小路上藝文空間 ，台北
- 2014 《沐樂x粉樂町許廷瑞個展 》，沐樂動物醫院，台北
- 2015 《讓我想一想》，madL文化空間，台北
- 2019 《許廷瑞個展》，台中歌劇院，台中
- 2024 《日晷》粉樂町，台北

## 演出作品

### 電影
- 2023 《做工的人 電影版》

### 實境節目
- 2025 《不在我的世界當勇者》

## 榮譽
- 2017：入選PPAPER雜誌《16個你不能不知道的亞洲新勢力》、獲選為文化部文化資產局台中20號倉庫第12、13、14屆駐村藝術家，[8][9][10]及勤美誠品LAB第一屆駐店藝術家。[11][12]。
- 2019年：YouTube頻道「超認真少年」獲得YouTube銀牌，為美商3M與美沃奇Milwaukee等各大廠牌指定合作藝術家。GQ雜誌年度最紅的四大趨勢YouTuber代表 [13]
- 2020年5月，獲選僑泰高中傑出校友[14]並由學校家長會委託創作僑泰50週年裝置藝術捐于學校。[15]

- 2021年獲選台灣未來大人物獎項[16]

- 2022年選為Google、Youtube官方跨界合作培育新媒體人才總導師。獲得第四屆走鐘獎-Open獎、最佳製作人獎[17]與戴資穎一同擔任 RedBull飛行日評審[18]

- 2023年選為 Style Monster雜誌「年度怪物職人」。[19]入圍第五屆走鐘獎-最會feat獎、無情工商獎[20]

## 樂團紀錄
曾入選2015和2018山海屯音樂祭與2009、2012、2014、2015和2017搖滾台中。許廷瑞曾為2011台中音樂公祭 尊儀 發起人、台中音樂人站出來大遊行
2019台中legacy專場售票演唱會

## 獎項
| 年份 | 頒獎典禮    | 獎項             | 作品                                                                                               | 結果 |
| ---- | ----------- | ---------------- | -------------------------------------------------------------------------------------------------- | ---- |
| 2022 | 第4屆走鐘獎 | OPEN 獎          | 如何製造捷運、地底超危險？【下集】告別台北捷運隧道工程 地下30米作業總算完成了                      | 獲獎 |
| 2022 | 第4屆走鐘獎 | 最佳製作人獎     | 【上集】馬路底下的危險工作一起蓋捷運! 挖捷運隧道工程                                               | 獲獎 |
| 2023 | 第5屆走鐘獎 | 最會 feat. 獎    | 師徒第一集超認真的老家「宅水電」首度合體做家裡最難做的工程【超認真學徒Apprentice】 EP1             | 提名 |
| 2023 | 第5屆走鐘獎 | 無情工商獎       | CNC機械夾頭教學！岳父前直接帶走千金看未來大事業                                                    | 提名 |
| 2024 | 第6屆走鐘獎 | 金頭腦獎         | 地震倒塌？建商這樣綁鋼筋？為什麼混凝土需要鋼筋？買房最容易忽略的細節『鋼筋』怎麼看才能避免地震倒塌 | 獲獎 |
| 2024 | 第6屆走鐘獎 | 年度個人創作者獎 | 地震倒塌？建商這樣綁鋼筋？為什麼混凝土需要鋼筋？買房最容易忽略的細節『鋼筋』怎麼看才能避免地震倒塌 | 提名 |
| 2024 | 第6屆走鐘獎 | 無情工商獎       | 葉配詐騙影片 詐騙警察業配 連警察都會被關 大家要小心詐騙                                            | 提名 |
| 2024 | 第6屆走鐘獎 | 最佳節目獎       | 土豪國家 獎金用「千萬」計算！亞洲技能競賽台灣NO.1【超認真少年】WorldSkills Asia Abu Dhabi 2023     | 提名 |

## 外部連結
- 許廷瑞的Facebook專頁
- 許廷瑞工作室
- 超認真少年Imserious的Instagram帳戶
- YouTube上的超認真少年Imserious頻道